# Supa Strikas (Fernsehserie)
Supa Strikas ist eine englischsprachige Animationsserie, die von Strika Entertainment seit 2008 produziert wird. Sie basiert auf einer gleichnamigen, malaisisch-südafrikanischen Comicserie.

## Inhalt
Die Mannschaft Supa Strikas möchte jeden Pokal der Fußball-Superliga gewinnen. Um das zu schaffen, muss sich die Mannschaft gegen die anderen, eher unfairen Teams behaupten. Meist werden von den anderen Teams Fallen aufgebaut, so dass Supa Strikas schlechtere Chancen hat.

## Produktion und Veröffentlichung
Die Serie wird seit 2008 vom Studio Strika Entertainment produziert. Regie führen Greig Cameron, Nolan Balzer und Bruce Legg und als Produzenten fungieren neben Bruce Legg auch Richard Morgan-Grenville und Andrew 'Big Show' Blodgett. Für den Schnitt ist Greg Tarlton verantwortlich, für den Ton Jeff Eden. Die künstlerische Leitung liegt bei Rolihlahla Keswa und Casey Richards.
Die Serie wurde erstmals ab dem 7. November 2008 von SABC 1 in Südafrika ausgestrahlt. Auf die erste Staffel mit 13 Folgen folgten fünf weitere. Später erfolgte eine Ausstrahlung unter anderem durch Disney XD in den USA und der Türkei. Eine deutsche Synchronfassung ist per Streaming auf den Videoportalen YouTube und Kividoo zugänglich.

## Staffelübersicht
| Nr. | Episoden | Anfang           | Finale            |
| --- | -------- | ---------------- | ----------------- |
| 1   | 13       | 7. November 2008 | 12. Dezember 2008 |
| 2   | 13       | 1. Oktober 2011  | 13. Oktober 2011  |
| 3   | 13       | 11. Mai 2013     | 20. Juni 2013     |
| 4   | 13       | 23. Januar 2016  | 12. November 2016 |
| 5   | 13       | 4. März 2017     | 4. November 2017  |
| 6   | 7        | 14. Juni 2018    | 2019              |

## Synchronisation
Die deutsche Synchronfassung stammt von The Kitchen Germany, Regie führte Eric Gühring.
| Rolle          | englische Stimme | deutsche Stimme      |
| -------------- | ---------------- | -------------------- |
| Shakes         | Nolan Balzer     | Martin Trippensee    |
| North Shaw     | Brian Cook       | Colin Hausberg       |
| Brenda Fuzzy   | Shannon Coast    | Michelle Brubach     |
| Coach          |                  | Ambrogio Vinella     |
| Cool Joe       |                  | Stefan Müller-Doriat |
| Klaus          |                  | Christoph Kaiser     |
| Lena Long      |                  | Véronique Weber      |
| Lucy           |                  | Agnieszka Bonomi     |
| Miko Cheng     |                  | Markus Schultz       |
| Nandi          |                  | Nadine Pape          |
| Twisting Tiger |                  | Johannes Hauser      |
| Xing           |                  | Nadine Knobloch      |